# 上海先施公司大楼
上海先施公司大楼，是先施公司在南京路浙江路西北转角兴建的百货商厦。建于1915-1917年。现为时装公司、东亚饭店。1989年9月25日，被列为第五批上海市文物保护单位。同年列为第一批上海市优秀历史建筑。

## 历史
1914年，以马应彪为总裁的香港先施公司进驻上海，决定再上海开设分公司。原地皮属于英商亨利·雷士德，其以每年租金三万两银子，租期三十年租给先施公司。公司大楼于当年破土兴建，委托雷士德的德和洋行设计，魏清记营造厂承建。建筑工程耗时三年有余，1917年10月20日建成并开幕。后陆续有一些增建，如1918年初，在东首新建第五楼，而第六层上所设的游艺场也是在1918年8月15日才开始营业的。
大楼主要以商场为主，一楼至四楼都安置货柜，经营世界各地的百货；底层设五金、烟草、罐头、茶食、南货、文具、西药、洋杂货及批发九个部；二楼设绸缎、布匹、中西鞋、女服、西服、皮货、玩具等七个部；三楼设首饰、钟表、光学仪器、电器、漆器、瓷器、乐器等七个部，四楼为家具部。后底层又建有弹子房，二楼和三楼部分辟作茶楼；五楼为办公用房；六、七层设先施游乐场，并利用屋顶建造以娱乐业为主的屋顶花园，称为“先施乐园”，并上演戏剧、魔术、电影、滑稽戏等节目。公司另设有保险部、地产部，成为上海名副其实的第一家环球百货公司。后又于大楼西部开设东亚饭店，是华人在上海开办的第一家豪华旅馆。
公司在经营上也与传统商店不一样，除了商铺种类特别多，还采用了明码标价，一律开局发票。首创从业人员每逢星期日休息的制度，首次破例雇用女店员。重视橱窗装潢。开业第二年，营业额已达493万元。1936年以前，先施与永安、新新合称“三大公司”。1936年后，由增加大新而为“四大公司”。
1937年8月23日，日军获得中國國民黨将领白崇禧等人将于东亚饭店召开军事会议的情报，出动飞机在先施公司上空投下一枚炸弹，在大楼东南角的马路上爆炸，炸死行人215人，伤残570人。公司大楼二、三层楼门以及东南角大门被炸毁。
1952年，上海先施公司歇业。1956年8月，上海時裝商店在上海先施公司大楼開業，所以又稱上海時裝商店大樓。1985年3月，上海時裝商店更名為上海时装公司，原游乐场为黄浦区文化馆使用。1993年香港先施公司一度重返南京东路，新址在南京东路479号，除名号相同外，与上海先施公司已没有关系。

## 建筑
先施公司大楼建筑占地面积7025平方米，建筑总面积34115平方米。商场面积有一万多平米，为七层钢筋混凝土建筑。其建筑受到巴洛克艺术风格影响，里面采用古典主义三段式处理，强调横线条。底层沿街设有骑楼式外廊，有券洞与马路相通。二、三层用爱奥尼克立柱支托三层以上部位的弧形出檐。二层的阳台，环以石栏杆，四层也有挑出的阳台，使用铸铁栏杆。东南角入口上部处理成爱奥尼克巨柱式，柱上楣构为弧形断檐出墙。
七层顶部圆形钟面这一层，原在塔楼基座四面均有三角形山墙，今已不存。今天的塔楼基座以上部分也已经过改建。名为摩星塔的三层塔楼，平面由下而上渐次收小，并且由方形变化为圆形，以塔司干式石柱支撑。1926年美商丽安电气公司在摩星塔上安装“先施”字形霓虹灯，是上海最早出现霓虹灯字招的高楼。

## 图片

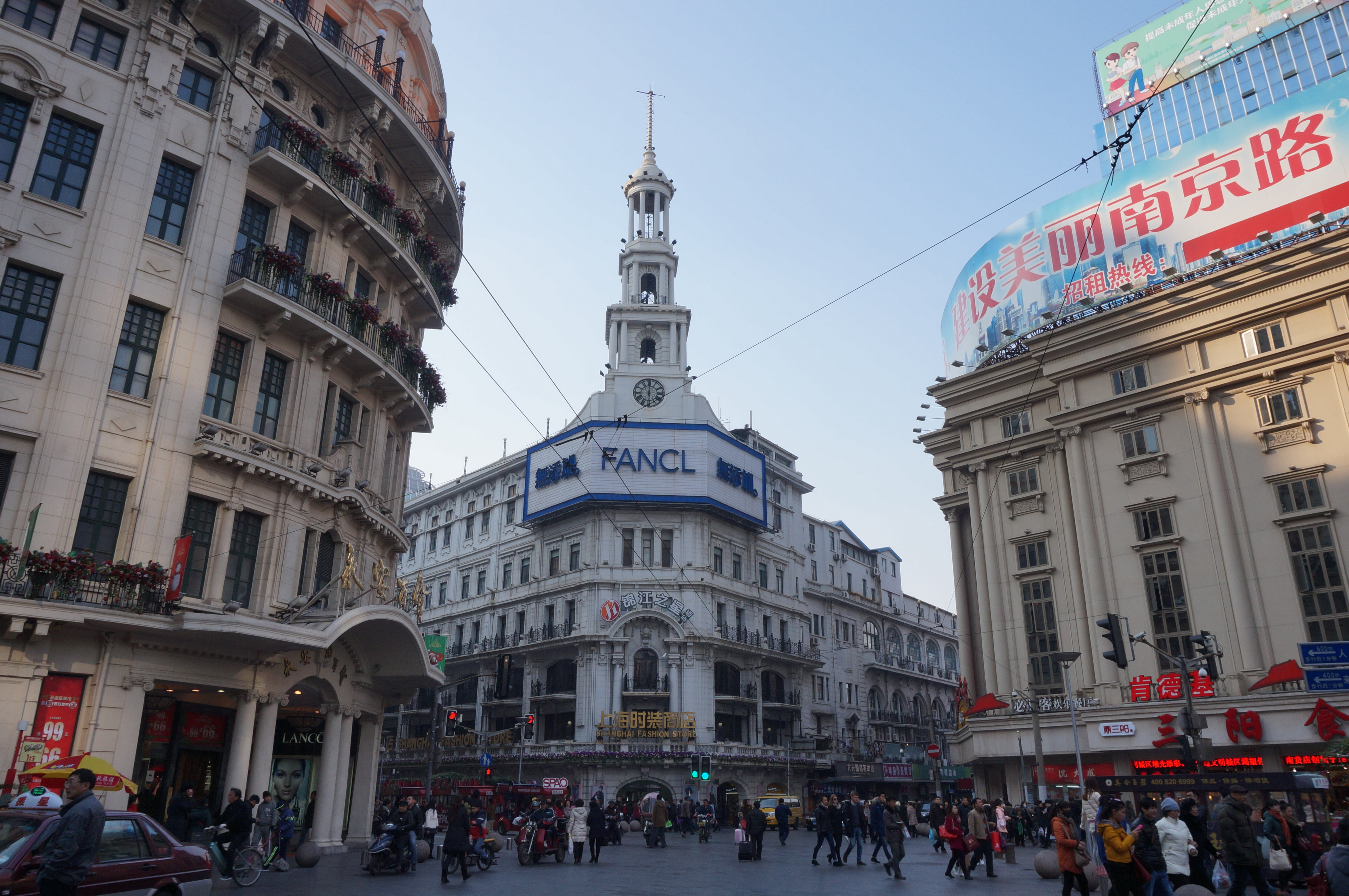
摩星塔及门面
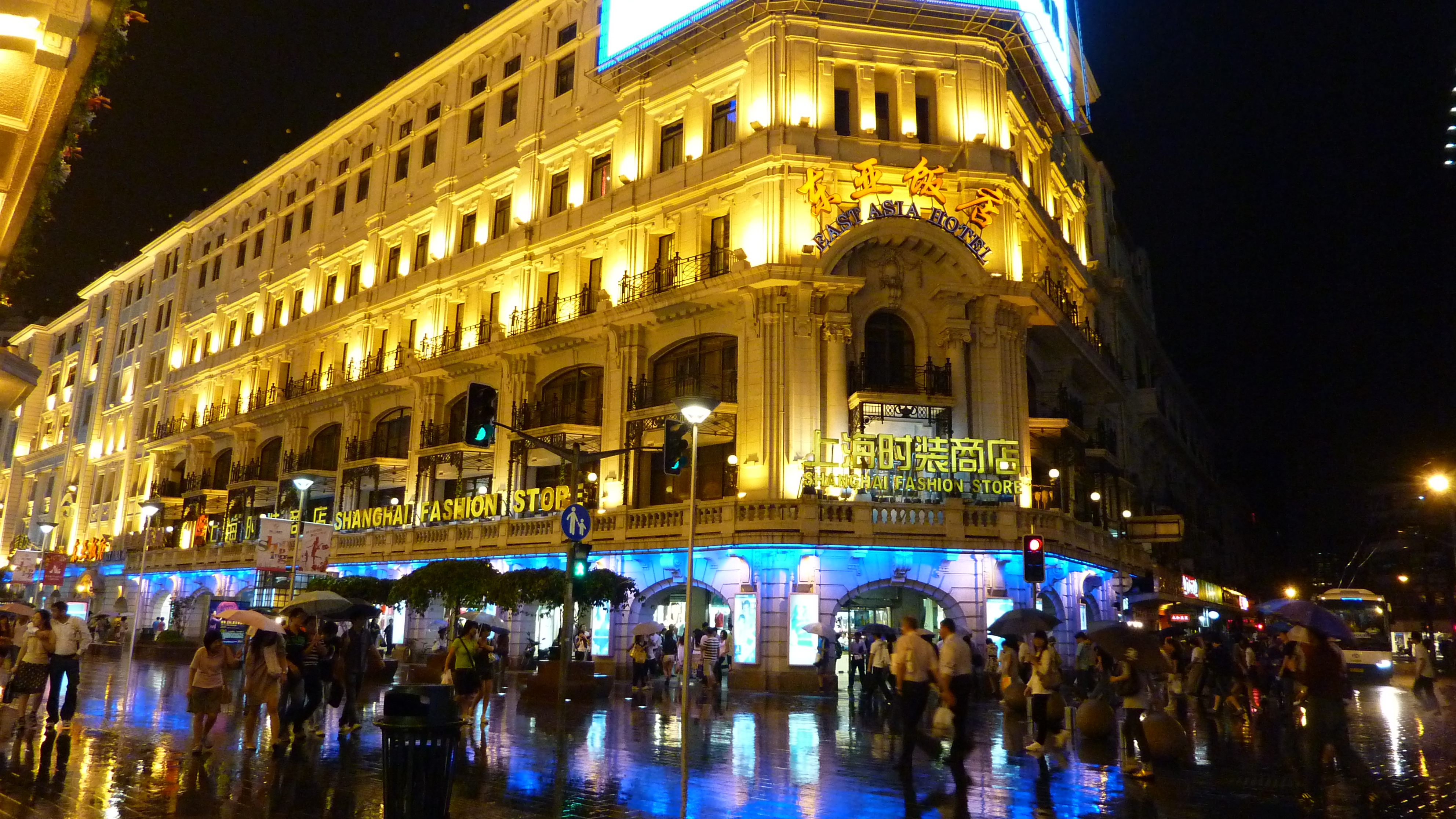
夜景
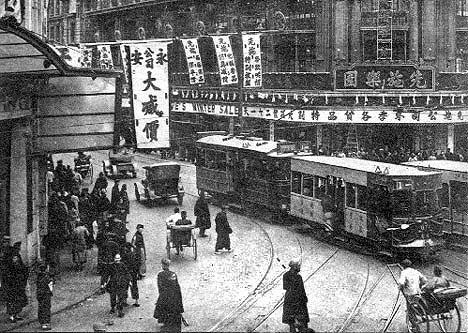
1920年代的先施大楼

## 轶闻
1921年7月，陈公博从广东来上海参加中共第一次全国代表大会，并顺便携新娘来上海旅行结婚，因此没有和其他代表同住，而借宿于先施大楼内的东亚饭店。23日陈公博住房的隔壁发生枪杀事件，被他记入私人日记，当时的《申报》上也记载了这起枪杀事件。后来人们就是根据他的日记和《申报》的记录，确定了中共第一次全国代表大会在上海召开的准确日期为7月21日。